# Izabella Scorupco
Izabella Dorota Skorupko známá jako Izabella Scorupco (* 4. června 1970, Białystok) je polsko-švédská herečka, zpěvačka a modelka známá svou rolí Bond girl Natálie Fjodorovny Semjonovové v bondovce Zlaté oko (Golden Eye) z roku 1995. O čtyři roky později dostala příležitost hrát v polském čtyřdílném filmu Ohněm a mečem (Ogniem i mieczem) natočeném podle stejnojmenného románu Henryka Sienkiewicze, ve kterém hrál i Michal Zebrowski.
V roce 1978 emigrovala se svojí matkou do Švédska. Žily na předměstí Stockholmu zvaném Bredäng.
V roce 2014 získala americké občanství.